# Autosom
Autosomer er de kromosomer, der ikke er kønskromosomer. Mennesket har 22 par homologe autosomer og kun ét par kønskromosomer.
Ved kromosomfejl forstås translokation, deletion, insertion, aneupledi (forkert antal kromosomer)
Ved gendefekter kan defekteren afstedkomme: ressesive eller dominante sygdomme.
Sygdommene vil være knyttet enten til autosomerne eller til kønskromosomerne. Det tales om hhv. autosomal eller kønsbundet arvegang. Kønsbundne genfejl er knyttet til X-kromosomet og rammer derfor i langt de fleste tilfælde drenge. Da disse kun har ét X-kromosom, og der derfor ikke findes et andet X-kromosom, der kan "dække" over skaden, fx ved rød-grøn-farveblindhed. Her sidder det er defekt gen på et X-kromosom. Hvis det er en kvinde, vil hun have et andet X-kromosom, der vil dække over defekten, hendes syn vil være normalt. En mand derimod har kun et X-kromosom, og kan derfor ikke dække over effekten, han bliver farveblind.
Genfejl i autosomerne er teoretisk set lige ofte forekomne hos hunner og hanner.
Disse sygdomme kan ligeledes deles i dominante og recessive sygdomme. Ved dominante sygdomme er det nok at have en syg allel, for at udvikle sygdommen, ved ressecive sygdomme skal der være to defekte alleler for at sygdommen kommer til udtryk.